# Latkovac
Latkovac (cyr. Латковац) – wieś w Serbii, w okręgu rasińskim, w gminie Aleksandrovac. W 2011 roku liczyła 416 mieszkańców.